# اسماء صالحی حلبی
اسماء بنت احمد صالحی حلبی (۱۳۲۵ - ۱۴۰۱) بانوی محدّث شامی در سدهٔ هشتم هجری بود. نزد «علی الحجار»، «اسحاق آمِدی» سماع حدیث داشت. پس از دانش‌آموختگی در علم حدیث، به تدریس پرداخت و شاگردان بسیاری داشت. در سال ۷۹۸ق به «ابوالفتح عثمانی» اجازهٔ نقل روایت داد و شش سال بعد در ۱۳ محرم ۸۰۴ق در دمشق درگذشت.